# Psychotria uapoensis
Psychotria uapoensis är en måreväxtart som beskrevs av David H. Lorence och Warren Lambert Wagner. Psychotria uapoensis ingår i släktet Psychotria och familjen måreväxter. Inga underarter finns listade i Catalogue of Life.